# Pánfilo de Cesarea

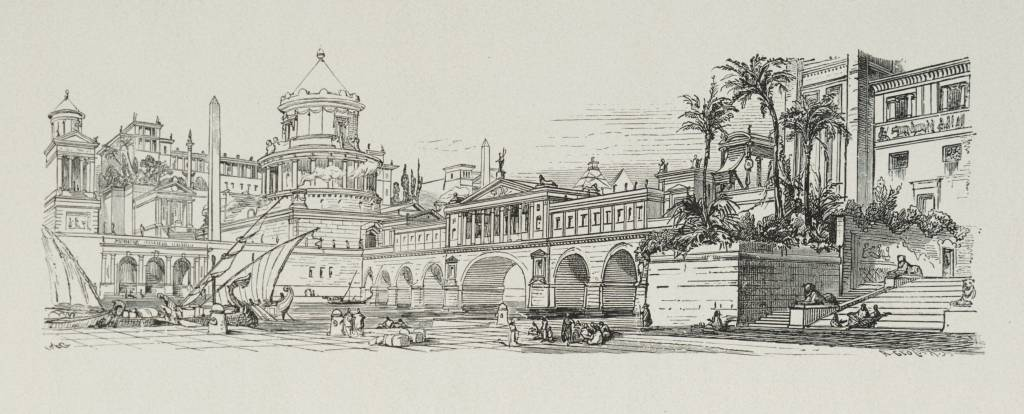
Ciudad de Alejandría

Pánfilo de Cesarea fue un teólogo cristiano, martirizado en el año 309. La biografía de Pánfilo escrita por Eusebio está perdida, pero de su “Mártires de Palestina” sabemos que Pánfilo pertenecía a una noble familia de Beirut (capital del actual Líbano), donde recibió una buena educación, y que abandonó su tierra natal después de haber vendido todas sus propiedades y dado las ganancias a los pobres. La Iglesia católica lo conmemora el 16 de febrero.

## Biografía

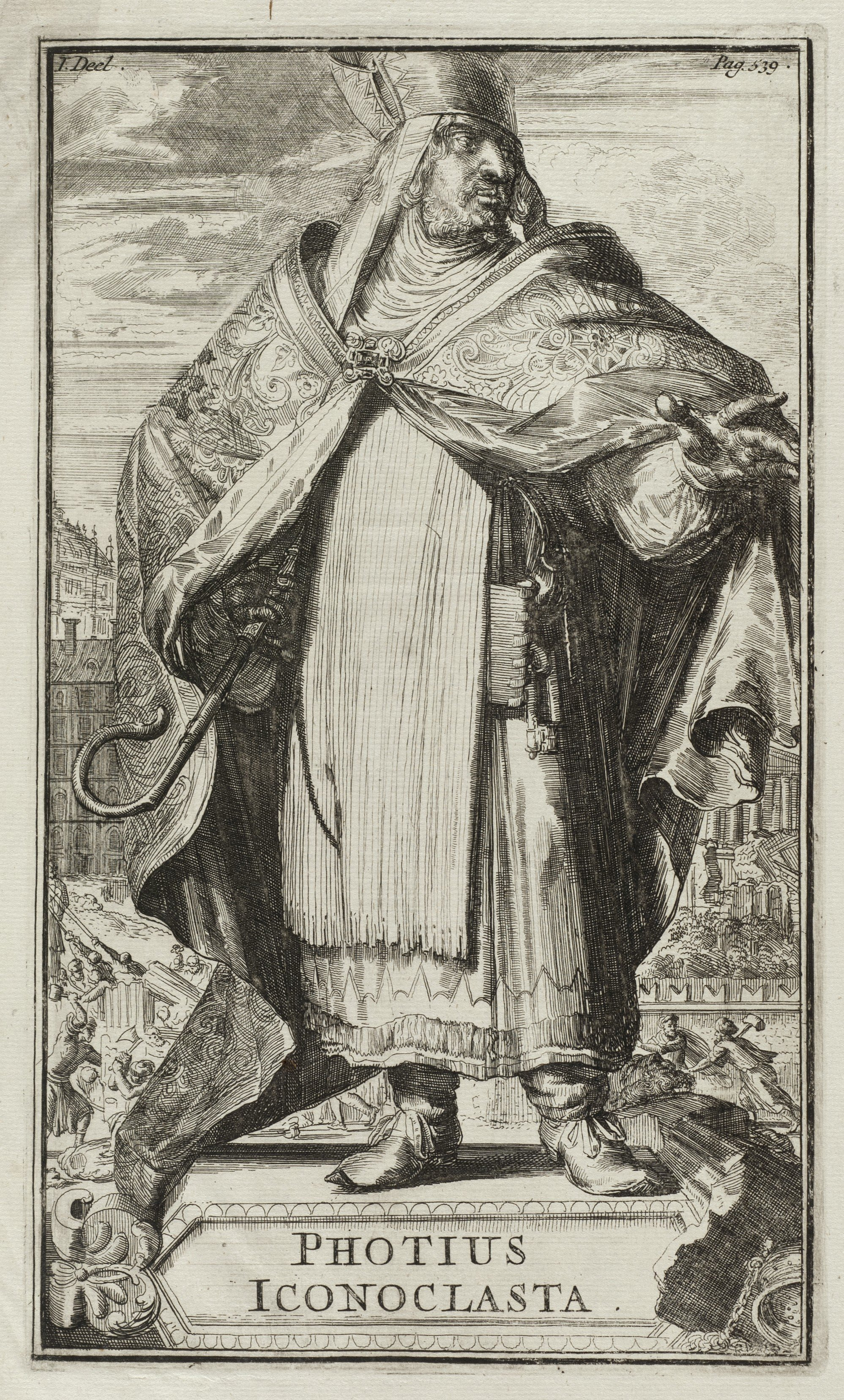
Pintura en la que se representa a san Focio I (Photius) "el Iconoclasta". Patriarca Ecuménico de Constantinopla, quien recopiló información sobre san Pánfilo

Se adhirió a los “hombres perfectos”. Por el patriarca de Constantinopla Focio I (cod. 118), quien tomó su información de la “Apología de Orígenes”, de Pánfilo, se sabe que fue a Alejandría donde su maestro fue Pierio de Alejandría, entonces director de la famosa Escuela Catequética de Alejandría. Eventualmente se estableció en Cesarea donde fue ordenado sacerdote, recopiló su famosa biblioteca, y estableció una escuela para el estudio teológico (Eusebio, “Historia de la Iglesia”, VII.32.25). Se dedicó principalmente a producir copias fieles de las Sagradas Escrituras. Testimonios de su celo y cuidado en este trabajo se encuentran en los colofones de manuscritos bíblicos. San Jerónimo (De Vir. Ill, LXXV) dice que Pánfilo “transcribió la mayor parte de las obras de Orígenes con su propia mano”, y que “éstas todavía se conservan en la biblioteca de Cesarea”. Él mismo era poseedor de “veinticinco volúmenes de comentarios de Orígenes”, copiados por Pánfilo, que consideraba como una reliquia muy preciosa del mártir. Eusebio (Hist. eccl., VI.32) habla del catálogo del contenido de esa biblioteca en su biografía de Pánfilo.
Un pasaje de la biografía perdida, citado por San Jerónimo (Adv. Rufin., I, IX), describe cómo Pánfilo proveía a los estudiantes pobres con lo necesario para vivir, y, no solamente les prestaba, sino que les daba copias de las Escrituras, de las cuales él guardaba una gran provisión. Así mismo le regalaba copias a las mujeres dedicadas al estudio. El gran tesoro de la biblioteca de Cesarea era la propia copia de Orígenes de la Hexapla, probablemente la única copia completa jamás hecha. Esta fue consultada por San Jerónimo (“In Psalmos comm.”, ed. Morin, pp. 5, 21; “In Epist. Ad Tit.”). Ciertamente la biblioteca existía ya en el siglo VI, pero probablemente no sobrevivió mucho tiempo la captura de Cesarea por los sarracenos en 638 (Swete, “Introd. to O.T. in Greek”, 74-5).

### Persecución y Muerte

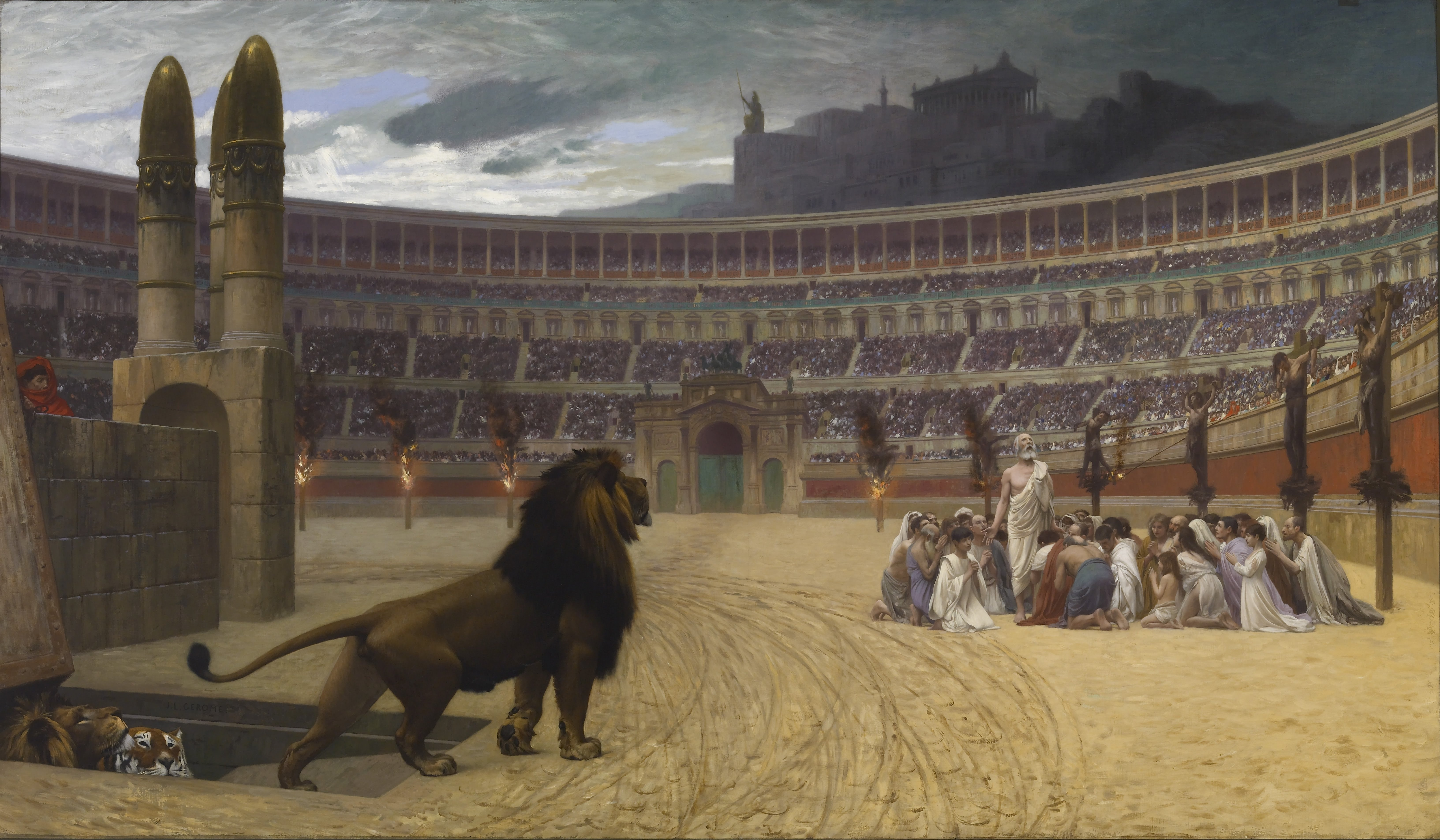
Jean-Léon Gérôme - The Christian Martyrs' Last Prayer. Pintura que representa la persecución y erradicación de los cristianos en el Imperio Romano de Occidente

La persecución de Diocleciano comenzó en serio en el año 303. En 306, un joven llamado Afiano - un discípulo de Pánfilo "mientras que nadie estaba al tanto; incluso nos lo ocultó incluso en la misma casa" –- interrumpió al gobernador en el acto de ofrecer sacrificios, y pagó su audacia con el martirio. Su hermano Aedesio, también discípulo de Pánfilo, sufrió el martirio casi al mismo tiempo en Alejandría en circunstancias similares. El turno de San Pánfilo llegó en noviembre de 307. Fue llevado ante Urbanus, el gobernador de Palestina, y al negarse a ofrecer sacrificios, fue cruelmente torturado y luego relegado a prisión. En prisión continuó copiando y corrigiendo manuscritos. También compuso, en colaboración con Eusebio, también encarcelado, una Apología por Orígenes en cinco libros, que Eusebio editó y al que agregó un sexto libro. San Pánfilo y otros miembros de su familia, junto con Valens, diácono de la Iglesia de Jerusalén y Pablo de Jamnia, hombres "con todo el vigor de la mente y el cuerpo", fueron sin más tortura sentenciados a ser decapitados en febrero. 309. Mientras se daba la sentencia, un joven llamado Porfirio - "el esclavo de Pánfilo", "el discípulo amado de Pánfilo", que "había sido instruido en literatura y escritura" - exigió el entierro de los cuerpos de los confesores. Fue cruelmente torturado y ejecutado, la noticia de que su martirio fue llevado a Pánfilo antes de su propia ejecución. Casi al mismo tiempo, otro de sus compañeros Patriklos sufrió la muerte como mártir en Cesarea y luego fue enterrado después del pago de un rescate a Diocleciano en Capadocia.

## Veneración
San Pánfilo es considerado como un santo por la Iglesia católica y la Iglesia ortodoxa. Su fiesta se celebra el 16 de febrero y el 1 de junio, respectivamente.

## Obras e Influencia

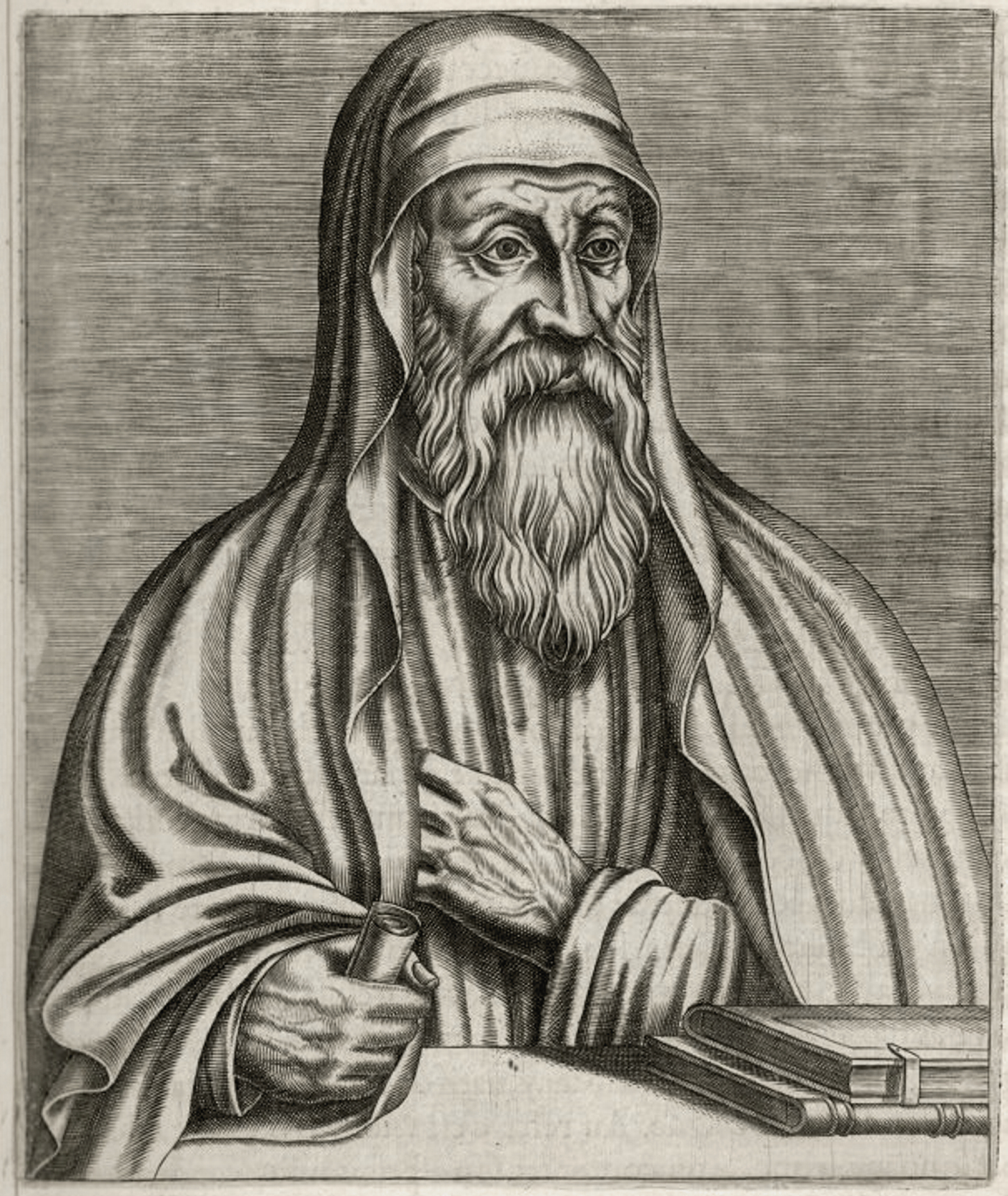
Orígenes, del que Pánfilo escribió su Apología

Entre las obras atribuidas a Pánfilo, o influenciadas por él, se encuentran:
- De la Apología de Orígenes, solo existe el primer libro, en una versión latina hecha por Rufino de Aquilea. Comienza con la descripción de la amargura extravagante del sentimiento contra Orígenes. Era un hombre de profunda humildad, de gran autoridad en la Iglesia de su época y honrado con el sacerdocio. Estaba sobre todas las cosas ansioso por cumplir con la regla de fe que había descendido de los Apóstoles. La solidez de su doctrina sobre la Trinidad y la Encarnación se justifica con copiosos extractos de sus escritos. Luego, nueve cargos contra su enseñanza se enfrentan con pasajes de sus obras. San Jerónimo declaró en su De Viris illustribus que había dos apologías, una de Pánfilo y otra de Eusebio. Descubrió su error cuando la traducción de Rufino apareció en el apogeo de la controversia sobre Orígenes, y se apresuró a la conclusión de que Eusebio era el único autor. Acusó a Rufino, entre otras cosas, de esconder bajo el nombre del mártir lo que realmente era obra del heterodoxo Eusebio, y de suprimir pasajes poco ortodoxos. En cuanto a la primera acusación, hay abundante evidencia de que la Apología fue el trabajo conjunto de Pánfilo y Eusebio. Contra el segundo se puede establecer el testimonio negativo de Focio que había leído el original; "Focio, que era severo y excesivo con la más mínima apariencia de arrianismo, no observó tal mancha en la Apología de Orígenes que había leído en griego".[5] Los cánones del supuesto Concilio de los Apóstoles en Antioquía fueron atribuidos por su compilador (finales del siglo IV) a Pánfilo.[6]

- La atribución a Pánfilo, por Gemmadius, de un tratado Contra Mathematicos fue un error debido a un malentendido del prefacio de Rufino a la Apología.[7]

- Un resumen de los Hechos de los Apóstoles entre los escritos asociados con Eutalio lleva en su inscripción el nombre de Pánfilo.[8]

- Mientras defendía a Orígenes de las acusaciones que sostenía y enseñaba ciertas doctrinas heterodoxas, Pánfilo respalda la reconciliación universal como la comprensión ortodoxa de la apocatástasis.[9] Los historiadores universalistas de finales del siglo XIX Hosea Ballou II y John Wesley Hanson han citado a Pánfilo, entre otros Padres de la Iglesia, como un ejemplo del universalismo cristiano primitivo, aunque la concepción exacta de la apocatástasis en los escritos patrísticos en general, y el pensamiento origenista en particular, se discute entre los teólogos históricos.

- David Hume adoptó el seudónimo evocador Pánfilo para sus Diálogos sobre la religión natural.